# Eugène Verboeckhoven

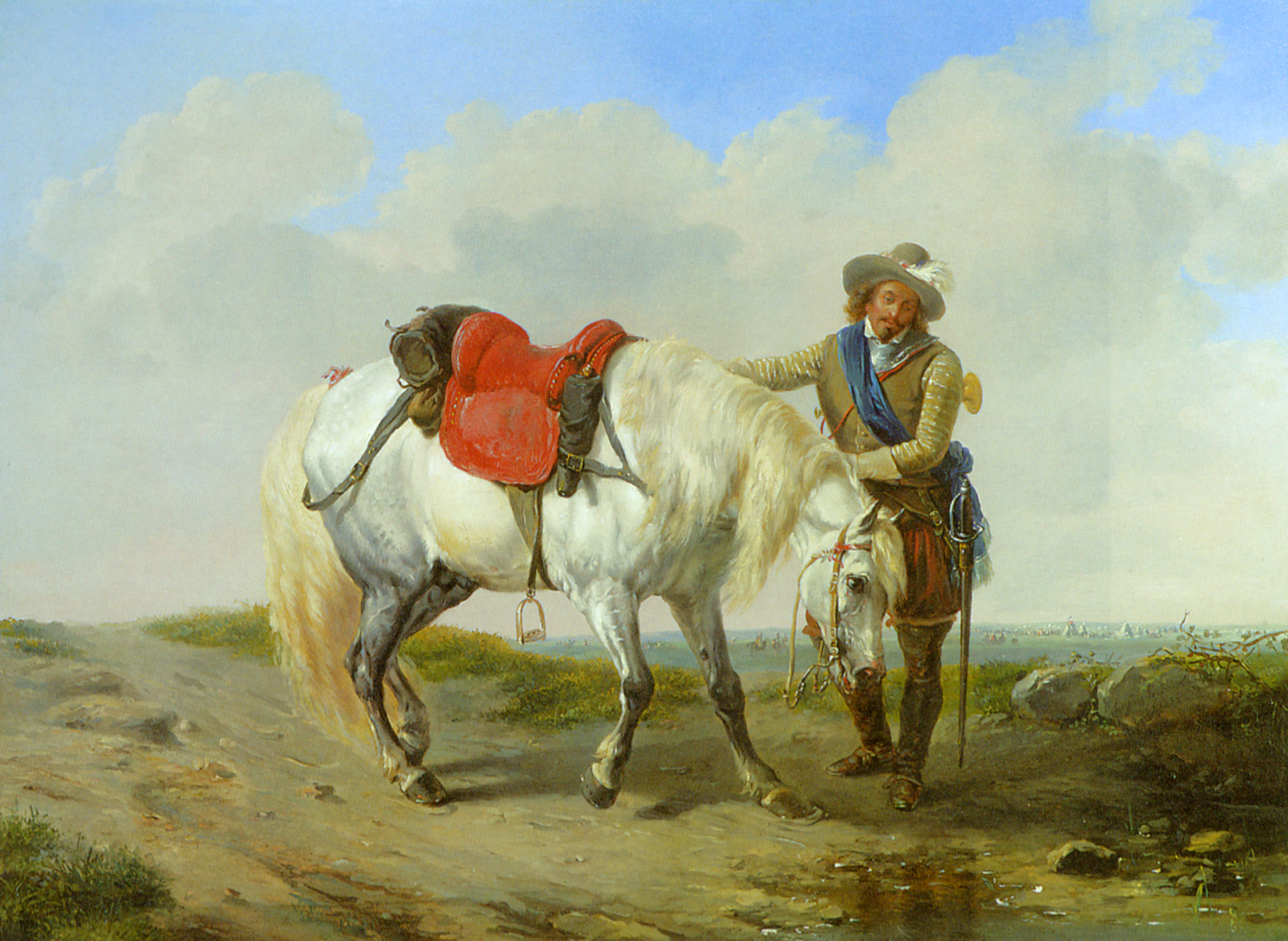
Jeździec pojący wierzchowca, 1852

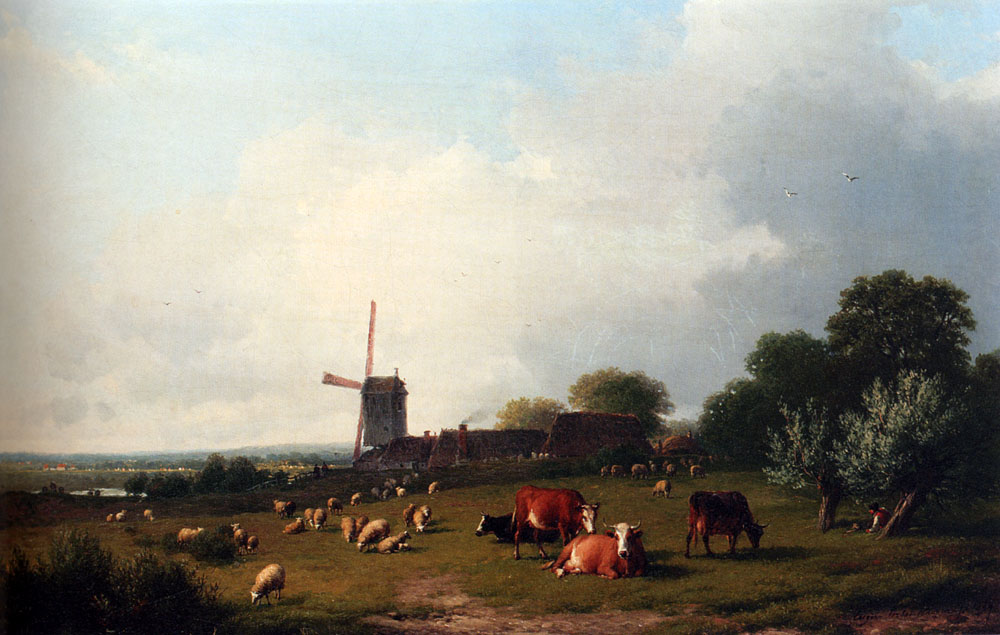
Letni pejzaż z pasącymi się krowami, 1864

Eugène Joseph Verboeckhoven (ur. 18 czerwca 1798 w Warneton, zm. 19 stycznia 1881 w Brukseli) – belgijski malarz, rzeźbiarz, grawer i pedagog.

## Życiorys
Urodził się w rodzinie o tradycjach artystycznych, jego ojciec Barthélemy Verboeckhoven (1759–1840) był rzeźbiarzem, a brat Charles-Louis Verboeckhoven (1802–1889) malarzem marynistą. Studiował w latach 1816–1818 w Akademii w Gandawie, od 1818 był uczniem pejzażysty i malarza zwierząt Balthasara Ommegacka. Verboeckhoven wiele podróżował, odwiedził m.in. Francję (1824 i 1841), Niemcy (1828), Włochy (1841), dwukrotnie był w Londynie (1824 i 1826). W 1827 osiadł na stałe w Brukseli, gdzie założył studio, w 1830 aktywnie uczestniczył w powstaniu antyholenderskim. Był żonaty z Apolline Ferdi-Ande Hebbelinck, mieli troje dzieci.

## Twórczość
Eugène Verboeckhoven znany jest głównie z naturalistycznych przedstawień zwierząt, wkomponowanych w rozległe krajobrazy. Zwierzęta były przedstawiane w ich naturalnym środowisku, w stajniach lub na pastwiskach, najczęściej były to bydło domowe, owce, kozy, konie i osły. Na większych obrazach pojawiali się również ludzie, zwykle pasterze lub jeźdźcy. Jego prace wyraźnie inspirowane dziełami XVII-wiecznych mistrzów takich jak Paulus Potter i Aelbert Cuyp, odznaczają się fotograficzną dokładnością i dopracowaną perspektywą. Artysta pozostawił po sobie również ponad 50 sztychów.

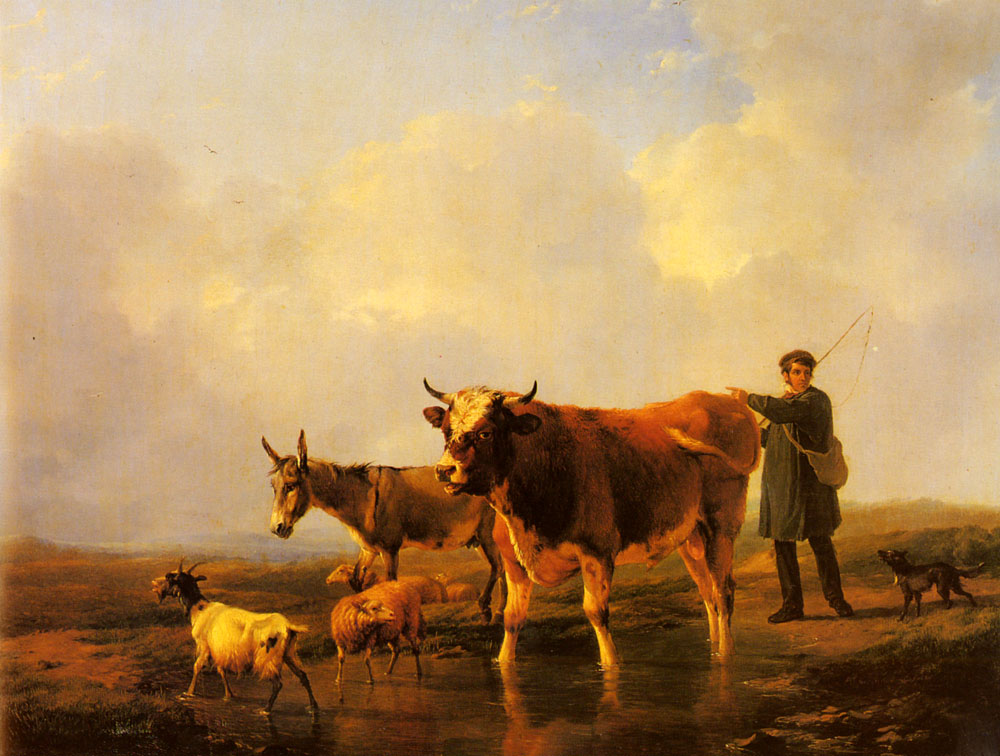
Przejście przez błoto, 1864

Verboeckhoven odniósł znaczny sukces artystyczny i finansowy, był członkiem akademii w Brukseli, Gandawie, Antwerpii, Petersburgu i Amsterdamie. Uhonorowano go m.in. francuską Legią Honorową, pruskim Krzyżem Żelaznym i belgijskim Orderem Leopolda. Jego prace znajdują się w największych zbiorach i kolekcjach Ameryki i Europy.